# Gårsta
Gårsta, herrgård i Simrishamns kommun i Skåne.
Gårsta ligger 4 km väster om Hammenhög. Herrgården kallades förr Nygård eller Ingelstads Nygård. Den bildades i samband med skiftesreformerna i början av 1800-talet men en bondgård fanns på platsen redan på dansktiden. 1938 ändrades namnet till Gårsta. Nuvarande huvudbyggnad är uppförd 1868-1869.